# Phubbing
Phubbing é um termo inglês criado como parte de uma campanha pela Macquarie Dictionary a partir das palavras snubbing (esnobar) e phone (telefone) para descrever o ato de ignorar alguém usando como desculpa, um telefonema, mensagem ou outros através de um smartphone. Em maio de 2012, a agência de publicidade por trás da campanha — McCann Melbourne — convidou uma série de lexicógrafos, autores e poetas para cunhar um neologismo para descrever o comportamento. O termo tem aparecido nos meios de comunicação ao redor do mundo, e foi popularizado pela campanha Stop Phubbing criada pela McCann.

## CampanhaStop Phubbing
O site da campanha Stop Phubbing, e página do Facebook relacionadas, eram parte de um elaborado esforço de relações públicas destinadas a promover o Macquarie Dictionary da Austrália. Na mídia, o site foi originalmente creditado a um estudante universitário australiano chamado Alex Haigh, que tinha sido estagiário da McCann e posteriormente foi contratado. Um filme, intitulado A Word is Born, descreve todo o processo e serve como um anúncio para o Dictionary.

## Phubbingna mídia
A campanha foi selecionada por vários meios de comunicação, em especial os do Reino Unido, México e Alemanha. A imprensa relatou em pesquisas que mostram as estatísticas do número de pessoas "phubbing", e guias de etiqueta publicados.